# Benjamin Vallotton
Benjamin Vallotton (geb. 10. Januar 1877 in Gryon (Waadt); gest. 19. Mai 1962 in Sanary-sur-Mer (Var, Frankreich)) war ein Waadtländer Schriftsteller, Lehrer und Redaktor der französischsprachigen Schweiz.

## Leben und Werk
Benjamin Vallotton war der Sohn des Pastors Paul Vallotton aus Vallorbe, der an der Universität Lausanne Theologie lehrte. Benjamin Vallotton studierte zunächst Theologie in Lausanne, dann Geisteswissenschaften in München und in Paris. Nach dem Studium im Jahr 1911 liess er sich in Lausanne nieder. Dort lehrte er bis 1921 Literatur am altsprachlichen Gymnasium der Kantonsschule Lausanne. Danach zog er nach Strassburg im Elsass um, wo er als Lehrer und Redaktor des Alsace française arbeitete und sich dem Schreiben widmete. 1921 wurde er Mitglied der Königlichen Akademie für französische Sprache und Literatur Belgiens und wurde auch zum Ehrenbürger von Vallorbe ernannt.
Benjamin Vallotton war ein populärer Autor eines umfangreichen Werkes in der Tradition von Urbain Olivier (1810–1888).
Er schrieb mehrere Dutzend Romane. Er schuf die Figur des Commissaire Potterat (Polizeikommissär Potterat) mit waadtländischem Lokalkolorit, der sich immer wieder empört. Vallotton veröffentlichte viele Romane, die entweder die waadtländischen Sitten oder die psychologischen Charakteristika der Kriegszeit analysierten. Er war pazifistisch eingestellt.
Während des Ersten Weltkriegs zeichnete er sich durch seine kritische Haltung gegenüber Deutschland aus. Er sprach sich gegen die Neutralität der Schweiz aus.
Sein Roman À tâtons behandelt das Drama blinder Kriegsuntauglicher und trägt die Widmung «À ceux qui voient et qui se plaignent…» (Denjenigen, die sehen und sich beschweren…). Das Vorwort beginnt mit dem Zitat eines blinden Korporals: «Nous n’avons pas besoin pour être respectés et intéressants, du théâtre ou de la littérature. Nous sommes les aveugles de la guerre. Ça suffit!» (Wir brauchen, um respektiert zu werden oder interessant zu sein, keinerlei Theater oder Literatur. Wir sind die Kriegsblinden. Das reicht!). Zur französischen Übersetzung des Buches Meine Religion der taubblinden amerikanischen Schriftstellerin Helen Keller schrieb er ein Vorwort.
Seine Töchter Gritou und Annie Vallotton veröffentlichten ihre Tagebücher über ihre Zeit in Sanary-sur-Mer.

## Werke
Ausgaben und Übersetzungen (Auswahl):
- Portes entr’ouvertes, 1905
- Monsieur Potterat se marie, 1906
- Sur la Pente, 1906 (Stück in fünf Akten)
- Le sergent Bataillard, 1907
- Torgnoiuz, 1908
- La famille Profit, 1909
  - dt. Familie Profit. Rascher, Zürich/Leipzig 1916
- La moisson est grande, 1910
- Il y a peu d’ouvriers, 1911
- Leurs œuvres les suivent, 1912
- À travers la France en guerre, souvenirs d’Alsace, 1915
- Les racines, 1915
- Ce qu’en pense Potterat, 1915 (Digitalisat)
- On changerait plutôt le cœur de place, 1917
- Les Loups, 1918
- Au pays de la mort, 1918 (Digitalisat)
  - engl. In the land of death. New York 1918 (Digitalisat)
- Beitrag in: Westschweizerische Erzähler. Eine Blütenlese (= Schweizerische Erzähler. Band 18). Huber & Co., Frauenfeld/Leipzig 1918
- Et la Suisse, 1919
- Polizeikommissär Potterat. Übersetzer Max Schwendimann. Verein für Verbreitung Guter Schriften, Band 120. Zürich 1920
- Ceux de Barivier, 1920
- À tâtons. Payot, Paris 1921 (Online-Teilansicht)
- Achille et Cie, 1922
- Patience, 1923
- Sur le roc, 1923
- Nous sommes forts, 1929
- Trilogie: Suspects! 1930, … Et voici la France, 1931, Pendant la fête, 1932
- La foudre sur la maison, 1943
  - Der Blitz schlägt ins Haus. Die Schicksale der Bouchard. Roman, Rascher, Zürich 1947
- Tu y viendras! …, 1944
- L'Alsace vous parle, 1946
- Wunderbare Dinge geschehen. Gottesleben hinter Gefängnismauern. Karl Bäuerle Verlag, Karlsruhe 1950
- Sous le même toit, 1952

Erinnerungen (3 Bände):
- Comme volent les années, 1960
- Rude étape, 1961
- À la rencontre des hommes, 1962